# Useldange
Useldange är en kommun och en liten stad i västra Luxemburg. Den ligger i kantonen Canton de Redange och distriktet Diekirch, i den centrala delen av landet, 20 kilometer nordväst om huvudstaden Luxemburg. Antalet invånare är 1 639. Arean är 23,9 kvadratkilometer. Useldange gränsar till Redange-sur-Attert, Préizerdaul, Vichten, Boevange-sur-Attert, Beckerich och Saeul.
Terrängen i Useldange är huvudsakligen platt.

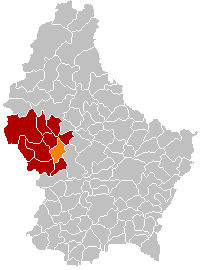
Useldange markerad med orange i karta över Luxemburg

I omgivningarna runt Useldange växer i huvudsak blandskog. Runt Useldange är det ganska tätbefolkat, med 116 invånare per kvadratkilometer.